# 大賀村 (岡山県)
大賀村（おおがそん）は、岡山県川上郡にあった村。現在の高梁市の一部にあたる。

## 地理
成羽川支流・領家川流域に位置していた。

## 歴史
- 1889年（明治22年）6月1日、町村制の施行により、川上郡仁賀村、上大竹村、下大竹村が合併して村制施行し、大賀村が発足[1][2]。旧村名を継承した仁賀、上大竹、下大竹の3大字を編成[2]。
- 1954年（昭和29年）4月1日、川上郡手荘町、高山村と合併し、川上町を新設して廃止された[1][2]。合併後、川上町大字仁賀・上大竹・下大竹となる[2]。

### 地名の由来
合併旧村名の各一文字を組み合わせたもの。

## 産業
- 農業、林業、畜産[2]